# Ernst Kalm
Ernst Kalm (* 12. September 1940 in Wittingen, Landkreis Gifhorn) ist ein deutscher Agrarwissenschaftler; er war Hochschullehrer für Tierzucht an der Universität Kiel.

## Leben und Wirken
Ernst Kalm erlangte 1961 an der ehemaligen Höheren Landbauschule Witzenhausen mit der Qualifikation als staatlich geprüfter Landwirt die Hochschulreife. Nach der Ausbildung zum Großhandelskaufmann und einer Tätigkeit in der Futtermittelindustrie studierte er 1966 bis 1970 Agrarwissenschaften an der Universität Göttingen und promovierte 1972, als 1. Doktorand von Peter Glodek, am Institut für Tierzucht und Haustiergenetik. Seine Dissertation befasste sich mit der Rassengebrauchskreuzung beim Schwein. Nach 6 Jahren als wissenschaftlicher Mitarbeiter habilitierte er sich 1977 an der Universität Göttingen mit der Schrift: „Planung und Bewertung eines kooperativen Zuchtunternehmens für Hybridschweine. Ein Beitrag zur Zuchtplanung in der Tierzucht“. Zuchtplanung blieb auch weiterhin ein tragendes Element der wissenschaftlichen Aktivitäten von Ernst Kalm, wobei alle wesentlichen Aspekte bei Rindern, Schweinen, Schafen und Pferden bearbeitet wurden.

## Forschungsengagements
Langjährige Basis für Forschung und Lehre war für Ernst Kalm das Institut für Tierzucht und Tierhaltung der Universität Kiel, als er bereits 1978 zum ordentlichen Universitäts-Professor und Institutsdirektor berufen wurde. In diesen Funktionen hat ein eindrucksvolles Spektrum an fachlichen Feldern in Forschung und Lehre bearbeitet wie: Züchtung auf Fruchtbarkeit und Vitalität bei den wichtigsten Nutztierarten, Nutzung der Leistungsprüfung und Produktionskontrolle in der Tierzucht, Wachstum und Futteraufnahme bei Schweinen, Rindern und Mastgeflügel, Genomanalyse bei Rindern und Schweinen. Ein besonderer Ansatz war dabei die Forschung in der Molekulargenetik. Über 600 wissenschaftliche Veröffentlichungen(mit Kongressbeiträgen), mehr als 300 Beiträge für die Praxis in Fachzeitschriften und mehrere Buchkapitel belegen die erfolgreiche Forschungsarbeit Kalms.
Kalm hat auch die Modularisierung im Rahmen der Einrichtung der BSc- und MSc-Studiengänge in den Agrarwissenschaften mit vollzogen und die Lehre in einschlägigen Modulen der Tierzucht übernommen. Er betreute zahlreiche Diplomarbeiten (221), MSc- und BSc-Arbeiten (14) und Dissertationen (fast 120). Einen Ruf an die Ludwig Maximilian – Universität München, an die Universität Bonn und in den Vorstand der Nordfleisch Hamburg hat Kalm zugunsten seiner Aufgaben in Kiel abgelehnt.

## Ehrenamtliche Tätigkeiten
Kalm war an der Christian-Albrechts-Universität Kiel Mitglied des Fachbereichskonvents, er leitete in 3 Amtsperioden den Fachbereich als Dekan und war 3 Wahlperioden Senatsmitglied.
Darüber hinaus sind zu erwähnen:
- Vorsitzender der Gesellschaft für Tierzuchtwissenschaften (1994–2000)
- Vizepräsident der Deutschen Gesellschaft für Züchtungskunde (1994–2002)
- Präsident des „Permanent International Committee for the World Congress on Genetics applied to Livestock Production“ (1998–2002)
- Vorstandsmitglied der Europäischen Vereinigung für Tierproduktion (EVT; 2004–2008)
- Mitglied des wissenschaftlichen Beirats Agrarpolitik des Bundesministeriums für Verbraucherschutz, Ernährung und Landwirtschaft (BMVEL, 2003 - )
- Mitglied des Vorstandes des Dachverbandes Agrarforschung (1998–2008)
- Mitglied des genetisch-statistischen Ausschusses der Deutschen Gesellschaft für Züchtungskunde (bis 1998)
- Mitglied in Arbeitsausschüssen der Arbeitsgemeinschaft Deutscher Rinderzüchter (ADR)
- Mitglied in Ausschüssen der Deutschen Reiterlichen Vereinigung (FN)
- Mitglied und Vorsitzender des Kuratoriums der Alfred Toepfer-Stiftung, Hamburg (1995–2004)
- Mitglied des Kuratoriums (2002–2007), später Vorsitzender des Vorstandes (2007–2022) der H. W. Schaumann-Stiftung
- Mitglied der Ethikkommission des Deutschen Bauernverbandes
- Mitglied im Redaktionskollegium des „Archiv für Tierzucht“
- Mitglied des Aufsichtsrates und stellv. Aufsichtsratsvorsitzender (ab 1996) der Uelzener Versicherungen (1989–2011)
- wissenschaftlicher Berater der Züchtungszentrale Deutsches Hybidschwein, Lüneburg (1974–1999)
- wissenschaftlicher Berater der Deutschen PIG in Schleswig (1990–2012)
- Mitglied der Gutachtergruppe, International Peer-Review of the Wageningen Institute of Animal Science (14. – 16. Juni 1999)
- Mitglied der Gutachtergruppe zur Evaluation der Versuchsbetriebe und Versuchsstationen der Universität Gießen (1./3. März 2001)
- Mitglied der Gutachtergruppe zur Evaluation der Landwirtschaftlich Gärtnerischen Fakultät der Humboldt-Universität zu Berlin (3./4. Juni 2003)
- Vorsitzender und Mitglied der Gutachtergruppe zur Evaluation der Landwirtschaftlichen Fakultät der Universität Bonn (27./29. Juni 2004)
- Mitglied der Evaluierungsgruppe of Research of the Universität Helsinki, Panell 21: Agricultural Science and Food Science (6./11. November 2005)

## Auszeichnungen
- Verleihung der Ehrendoktorwürde der Agrarwissenschaftlichen Universität in Debrecen/Ungarn(1994)

- Verleihung der Ehrendoktorwürde der Agrarwissenschaftlichen Universität in Tartu/Estland. (1996)
- Hermann-von-Nathusius-Medaille der Deutschen Gesellschaft für Züchtungskunde (2004)
- Goldene Ehrenmedaille der Arbeitsgemeinschaft Deutscher Rinderzüchter (2003)
- Goldene Ehrennadel des Verbandes der Züchter des Holsteiner Pferdes (1999)
- Goldene Verdienstnadel der Landwirtschaftskammer Schleswig-Holstein(2004)
- Gustav-Rau-Medaille der Deutschen Reiterlichen Vereinigung (FN; 2006)
- Goldene Ehrennadel des Zentralverbandes der Deutschen Schweineproduktion (ZDS; 2006)
- Distinguished Service Award der Europäischen Vereinigung für Tierproduktion (EVT; 2008)
- Ehrenmitgliedschaft der Deutschen Gesellschaft für Züchtungskunde (2009)[2]
- Tilo Freiherr von Wilmowsky-Ehrenpreis der Verbindungsstelle Landwirtschaft-Industrie (VLI) e. V. (2018)
- Gustav-Rau-Medaille der FN in Gold (2020)